# Jean-Baptiste Lully
Jean-Baptiste Lully (tiếng Ý: Giovanni Battista Lulli; sinh năm 1632 tại Florence, mất năm 1687 tại Paris là nhà soạn nhạc, nghệ sĩ đàn violin, nhạc trưởng người Pháp gốc Ý và là một trong những gương mặt quan trọng của thời kỳ Baroque. Ông cũng nổi tiếng về việc sử dụng cây gậy (baton) để chỉ huy dàn nhạc thay vì sử dụng cuộn giấy hay tay không như các nhạc trưởng khác cùng thời kỳ.

## Cuộc đời và sự nghiệp
Jean-Baptiste Lully vốn sinh ra ở nước Ý - nơi nền âm nhạc thời Baroque rất phát triển - nhưng được đưa sang Pháp từ nhỏ để phục vụ trong hoàng cung. Ông đã bắt đầu học nhạc ở đây và sau đó được tuyển vào dàn nhạc của hoàng cung năm 1652. Lully cũng đồng thời trở thành diễn viên kịch câm, vũ công, kiêm nhà soạn nhạc cho những vở ballet trong cung đình. Năm 1662, ông được phong danh hiệu nhà soạn nhạc của triều đình. Trong năm 1663, ông hợp tác với nhà viết kịch nổi tiếng Molière để chuyển thể các vở hài kịch của Moliére thành các vở ballet hài. Lully bắt đầu lãnh đạo Viện Hàn lâm Âm nhạc hoàng gia (nhà hát opera) năm 1672 khiến ông chuyển sang viết các vở opera cũng như trở thành nhạc trưởng và đạo diễn.

## Cái chết
Năm 1687, vua Louis XIV bị đau răng. Các bác sĩ chữa trị cho Louis XIV đã vụng về làm hỏng một mảnh hàm răng trên của nhà vua. Họ hàn vết thương lại bằng thanh sắt nóng đỏ. Mọi người đều nghĩ rằng nhà vua sẽ chết nhưng vết thương lại tiến triển tốt. Để chúc mừng Louis XIV may mắn bình phục, Lully đã soạn bản Te Deum và lên kế hoạch trình diễn với 300 nhạc công triều đình. Vào ngày 8 tháng 1 năm 1687, tai nạn xảy ra khi ông đang trình diễn. Như thường lệ, ông sử đụng cây gậy gỗ dài 1.5m để gõ nhịp thật mạnh xuống sàn nhà nhằm tạo ra cảm giác uy lực cho bản nhạc. Ông đã vô tình gõ cây gậy vào đúng bàn chân của mình. Các bác sĩ đã quyết định cắt bỏ bàn chân của ông nhưng ông từ chối vì ông cho rằng nó sẽ ảnh hưởng đến sự nghiệp của ông là một vũ công. Vết thương bị nhiễm trùng và dần hoại tử. Ông qua đời không lâu sau đó vào ngày 22 tháng 3 năm 1687 với biết bao sự thương tiếc và cảm thông.

## Phong cách sáng tác
Lully là người đặt nền móng cho nghệ thuật opera Pháp, và là người cho ra đời loại bi kịch trữ tình với một kiểu nhạc mở màn (tiếng Anh gọi là overtureư) mới, dựa trên 
- sự luân phiên của các mức tốc độ nhanh-chậm
- tăng cường thành phần dàn nhạc
- sử dụng rông rãi trong âm nhạc những tiết tấu múa dân gian Pháp

đóng vai trò quan trọng trong sự phát triển của nghệ thuật ballet. Sáng tác của Jean-Baptiste Lully ảnh hưởng lâu bền trong sự phát triển của nghệ thuật opera-ballet Pháp và thế giới.

## Tác phẩm
Lully đã sáng tác 15 vở bi kịch trữ tình, tiêu biểu có:
- Alceste (1674)
- Persée (1682)
- Acis và Galathée (1686)

30 vở opera hài, 11 vở ballet hài, vở opera-ballet Psyché (1678), nhạc nền cho kịch của Pierre Corneille, Molière, những tiểu phẩm khí nhạc, aria và ca khúc.

### Nghe thử một số trích đoạn
Chœur des divinités de la terre et des eaux, from Psyché (1687) - Midi fileⓘ
| Le Bourgeois gentilhomme - 1. Ouverture   |
|                                           |
| Performed by the Advent Chamber Orchestra |

| Le Bourgeois gentilhomme - 2. Gravement   |
|                                           |
| Performed by the Advent Chamber Orchestra |

| Le Bourgeois gentilhomme - 3. Sarabande   |
|                                           |
| Performed by the Advent Chamber Orchestra |

| Le Bourgeois gentilhomme - 4. Bourée      |
|                                           |
| Performed by the Advent Chamber Orchestra |

| Le Bourgeois gentilhomme - 5. Gaillarde Canarie |
|                                                 |
| Performed by the Advent Chamber Orchestra       |

| Le Bourgeois gentilhomme - 6. Gavotte     |
|                                           |
| Performed by the Advent Chamber Orchestra |

| Le Bourgeois gentilhomme - 7. Loure       |
|                                           |
| Performed by the Advent Chamber Orchestra |

| Le Bourgeois gentilhomme - 8. Air des Espagnoles |
|                                                  |
| Performed by the Advent Chamber Orchestra        |

| Le Bourgeois gentilhomme - 9. Menuet 1 and 2 |
|                                              |
| Performed by the Advent Chamber Orchestra    |

| Le Bourgeois gentilhomme - 10. Chaconne des Scaramouches, Trivelins |
|                                                                     |
| Performed by the Advent Chamber Orchestra                           |

| Le Bourgeois gentilhomme - 11. Marche pour la cérémonie des Turcs |
|                                                                   |
| Performed by the Advent Chamber Orchestra                         |